# نوكيا آشا 210
نوكيا آشا 210 (بالإنجليزية: Nokia Asha 210)‏ هو هاتف محمول من نوكيا، تم طرحه في الأسواق في أبريل 2013.

## الخصائص
- الشاشة: إل سي دي 320 × 240
- الوزن: 100 غرام
- الذاكرة: 32 ميجابايت

## وصلات خارجية
- الموقع الإلكتروني